# St. Mechtern (Köln-Ehrenfeld)

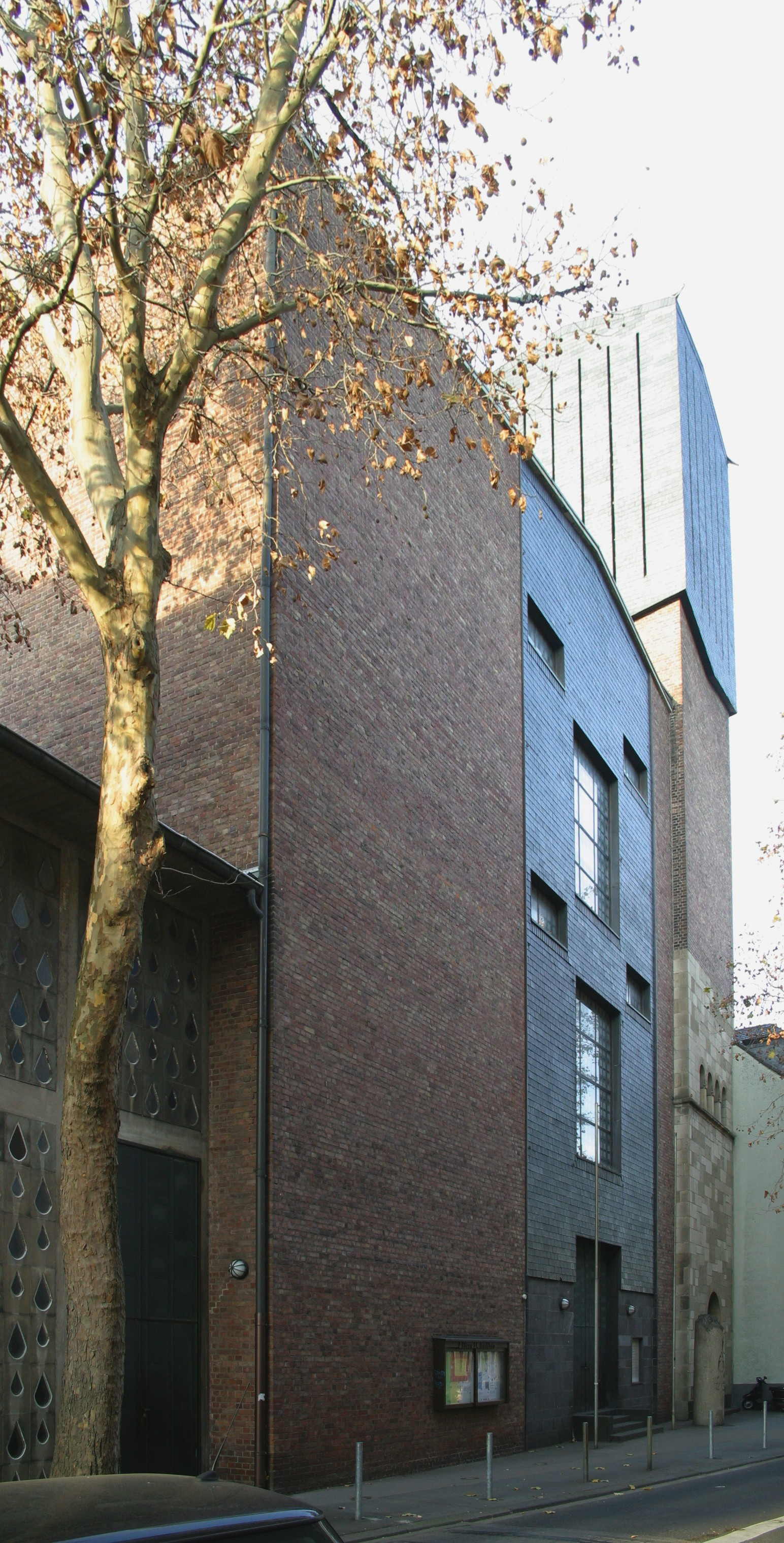
St. Mechtern – Vollansicht (2011)

Die Kirche St. Mechtern ist ein römisch-katholisches Kirchengebäude in Köln-Ehrenfeld. Es steht in der Tradition der Kölner Märtyrer-Kirche Mechtern, die auf der Legende von der Thebaischen Legion beruht.

## Beschreibung und Ausstattung
Die heutige Pfarrkirche wurde 1954 nach Plänen des Architekten Rudolf Schwarz errichtet. Der Vorgängerbau, eine neoromanische Kuppelbasilika des Architekten Eduard Endler aus dem Jahre 1909, wurde im Zweiten Weltkrieg weitgehend zerstört. Erhalten ist davon lediglich das Turmerdgeschoss, das als Kapellenraum genutzt wird. Der Turmstumpf und das neben der Kirche liegende Pfarrhaus von 1914/15 stehen unter Denkmalschutz.

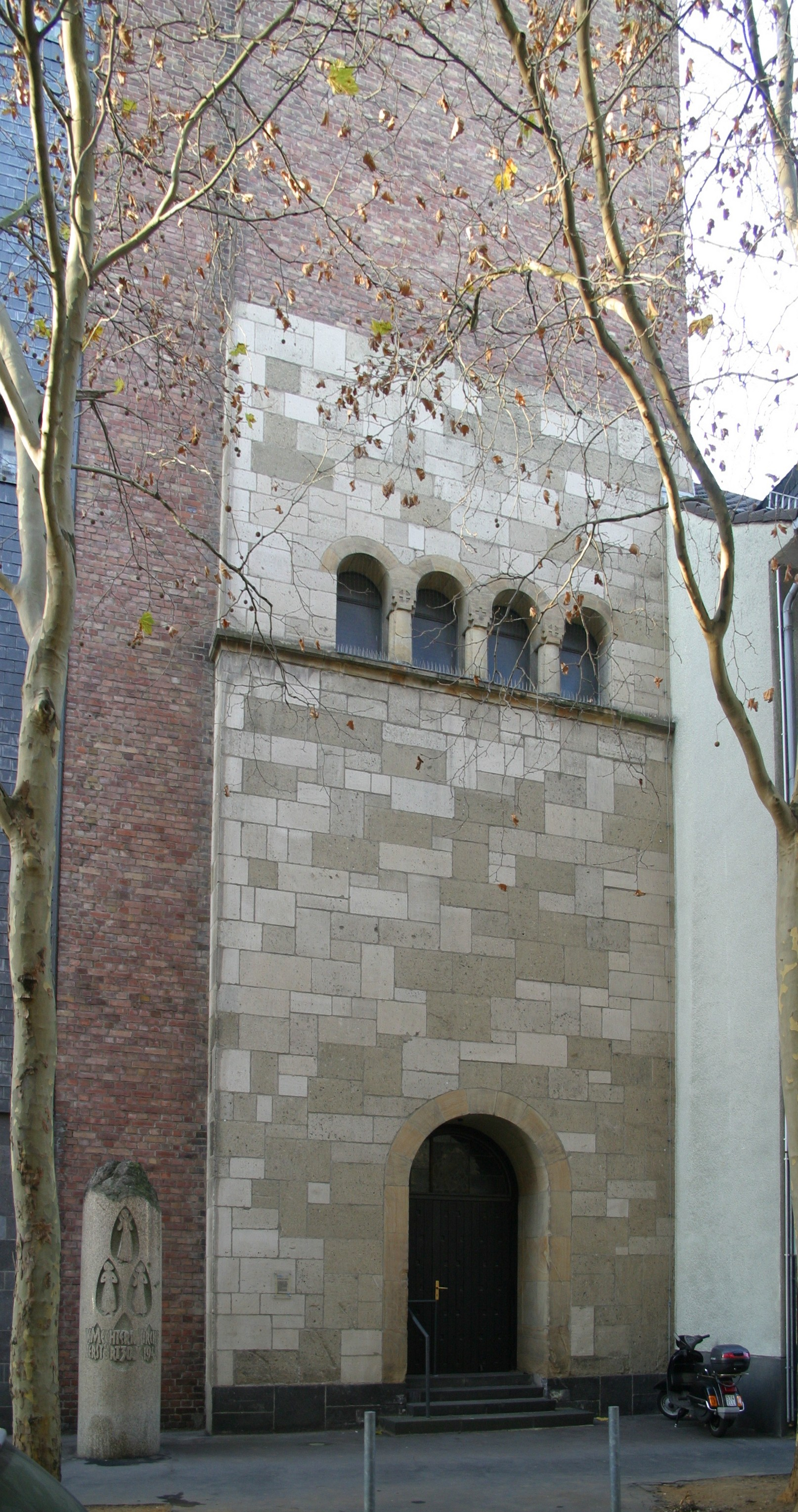
St. Mechtern – Untergeschoss Turm (November 2011)
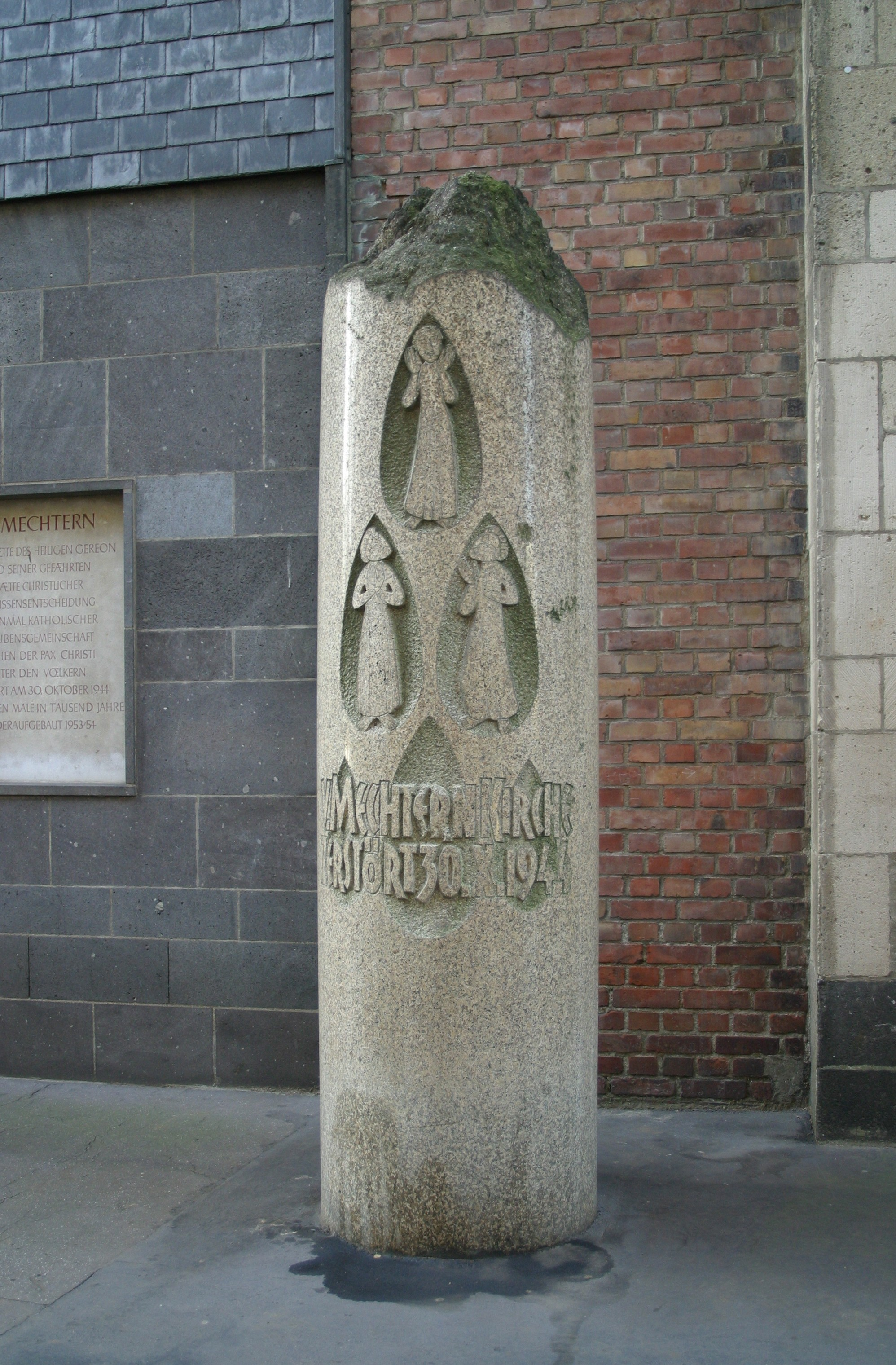
St. Mechtern – Gedenkstein

Das Geläut von St. Mechtern besteht aus drei Bronzeglocken, von denen zwei Klangkörper nach dem Zweiten Weltkrieg gegossen wurden.
| Nr. | Name     | Gussjahr | Gießer                    | Durchmesser (mm) | Gewicht (kg) | Nominal (16tel) | Inschrift |
| --- | -------- | -------- | ------------------------- | ---------------- | ------------ | --------------- | --- |
| 1   | Thebæer  | 1949     | Alber Junker sen., Brilon | 1200             | 1000         | f1 -6           | A. JUNKER, BRILON GAUDE ET LAUDA DEUM, COLONIA SANCTA THEBAEORUM LEGIONIS SANGUINE CONSECRATA .ECCLESIA PAROCHIALIS AD SS. MARTYRES COLONIAE BELLO VASTISSIMO 30.OCT. 1944 DIRUTA THEBAEORUM LEGIONIS INTERCESSIONI SEMPER CONFIDENS 1949 |
| 2   | Anna     | 1949     | Alber Junker sen., Brilon | 1070             | 650          | g1 -2           | A. JUNKER, BRILON GAUDEAMUS OMNES IN DOMINO SUR HONORE BEATAE ANNAE. DICO EGO OPERA MEA REGI MATRES PAROCHIAE AD S. S. MARTYRES COLONIAE SANCTAI (!) MATRI ANNAE SE SUOSQUE COMMENDANT 1949                                               |
| 3   | Johannes | 1909     | F. Otto, Hemelingen       | 910              | 475          | a1 -1           | |